# エルネスト・エロー

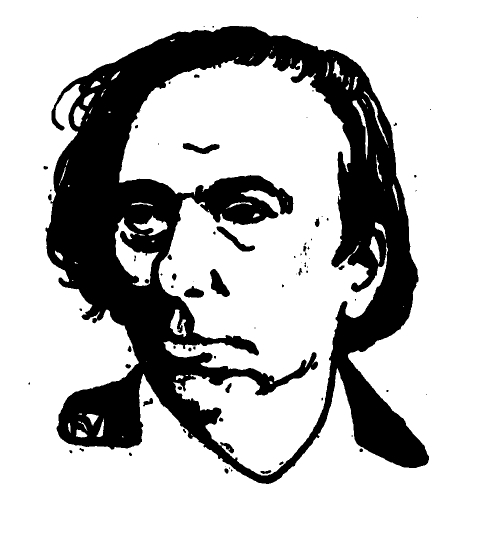
レミー・ド・グールモンの小説『仮面の書』の第二巻（1898年）内に収録されたフェリス・ヴァロトンによるエルネスト・エローの肖像画

エルネスト・エロー（Ernest Hello、1828年11月4日 - 1885年7月14日）はフランスの作家、文学評論家でキリスト教護教論者である。ブルターニュ・ロリアンで生まれ、ケロマンにて死す。

## 略歴
神秘主義の作家で当時の文学界とはほとんど接触を持たなかった彼は、生涯を執筆活動に捧げた。1857年11月12日、彼は同じく小説家でジャン・ランデルの筆名で活動していたゾエ・ベルティエと結婚する。彼女は単なる妻としてだけではなく、主要な協力者となる。結婚後、彼らはロリアン近郊のケロマンの屋敷で過ごした。ライサ・マリタンによれば、レオン・ブロワの改宗はエローの多大な影響によるという。ジョルジュ・ベルナノスの『田舎司祭の日記』とポール・クローデルの聖書釈義の中に、エローの影響が明確に見て取れる。
ラインラントの神秘主義者達をフランスに紹介した訳書の他、エローの主著としては、『人間』、『聖人たちの横顔』、『神の言葉』がある。
『人間』の死後出版版（ペラン出版、追加された「La vie -La Science- L'Art」の副題で識別できる）では、当時のカトリック信徒の心情を害する可能性のあるいくつかの文章が削除された。しかもこれらの削除については言及されていない。この版は1872年のビクトル・パルメ出版による初版に依拠している。
エローが影響を受けた主要な典拠は、ジョゼフ・ド・メーストルであった。
エルネスト・エローはジョリス＝カルル・ユイスマンスの小説『彼方』において、以下のように言及されている。「今世紀における真の心理学者は彼ら（当節の心理小説家達）のスタンダールではなく、鬼才であるゆえにまったく成功と縁のなかったエローである」。レオン・ブロワは1889年にエローに関する重要な研究である『破門された者たちの三幅対』を書き、それはアルベール・サビーヌによって出版された。ブロワは1905年にストックによって出版された『猛牛使いと豚飼い』の中に、この研究を再録した。エローに関して1894年に書かれた未刊行の文章、がそれに続いている。この未刊行論文（『ここで偉人達は暗殺される』）はエローの死後10年を経て書かれたものだった。ブロワは以下のように書いた。「私は孤独なパスカル以外に、この型破りの小説家に匹敵する人物をほとんど知らない。すなわち彼らは、なによりもまず詩人であり、読者の驚きは彼らの思想より彼らの個性によって引き起こされるのである」。

## 著作
- M. Renan, L'Allemagne et l'athéisme au XIXe siècle, Paris, Charles Douniol, 1859.
- Le Style -- théorie et histoire, Paris & Bruxelles, Victor Palmé, 1861.
- Œuvres choisies de Jeanne Chézard de Matel, mises en ordre et précédées d'une introduction par Ernest Hello , Paris, Victor Palmé；Bruxelles, H. Goëmaëre；Rome, Librairie de la Propagande；Lyon, P. N. Josserand；Londres, Burns, Oates et Cie, 1870．
- Le Jour du Seigneur，1871．
- L'homme. La Vie,La science, L'art, précédé d'une introduction par Henri Lasserre (Paris, Victor Palmé, 1872)
- Physionomies de saints, Paris, Victor Palmé, 1875.
- Contes extraordinaires , Paris & Bruxelles, Victor Palmé & Joseph Albanel, 1879.
- Les Plateaux de la balance , 1880.
- Philosophie et athéisme,  1888.
- Le Siècle, les hommes et les idées, avec une lettre-préface de M. Henri Lasserre, Paris, Perrin et Cie, 1896.
- Paroles de Dieu, réflexions sur quelques textes sacrés,  1899.
- Prières et méditations inédites, publiées par Mme Lucie Félix-Faure Goyau ("Chefs d'œuvre de la littérature religieuse", Bloud & Cie, 1911)
- Du neant à Dieu. I : Contradictions et Synthèse. La Connaissance de l'être par le néant. II : l'Amour du néant pour l'être. La Prière du néant à l'être, fragments recueillis par Jules Philippe Heuzey (2 volumes, Paris, Perrin, 1921；Éditions du Sandre，2009．
- Regards et lumières, fragments recueillis par Jules-Philippe Heuzey，Paris, Perrin, 1923．

## 翻訳
- Jan van Ruusbroec, Rusbrock l'Admirable. Œuvres choisies，Paris, Poussielgue frères, 1869．
- Angèle de Foligno, Le Livre des visions et instructions de la bienheureuse, Angèle de Foligno, 1873.